# Ерга (приток Постной)
Ерга — река в России, протекает по Угличскому району Ярославской области между Угличем и Мышкиным, приток Постной. Исток находится в урочище Шильники, река течёт на восток по болотистому лесу до деревни Базыково. У Базыково поворачивает на север и протекает мимо Ивашково, Егорьевского. Устье реки находится в 7,8 км по правому берегу реки Посня, напротив села Нинорово. В Ивашкино реку пересекает автодорога Углич—Мышкин. Длина реки составляет 14 км.

## Данные водного реестра
По данным государственного водного реестра России относится к Верхневолжскому бассейновому округу, водохозяйственный участок реки — Волга от Угличского гидроузла до начала Рыбинского водохранилища, речной подбассейн реки — бассейны притоков (Верхней) Волги до Рыбинского водохранилища. Речной бассейн реки — (Верхняя) Волга до Куйбышевского водохранилища (без бассейна Оки).
Код объекта в государственном водном реестре — 08010100912110000004536.